# Кенігштайн (Баварія)
Кенігштайн (нім. Königstein) — громада в Німеччині, розташована в землі Баварія. Підпорядковується адміністративному округу Верхній Пфальц. Входить до складу району Амберг-Зульцбах. Центр об'єднання громад Кенігштайн.
Площа — 28,27 км2. Населення становить 1758 ос. (станом на 31 грудня 2020).

## Галерея

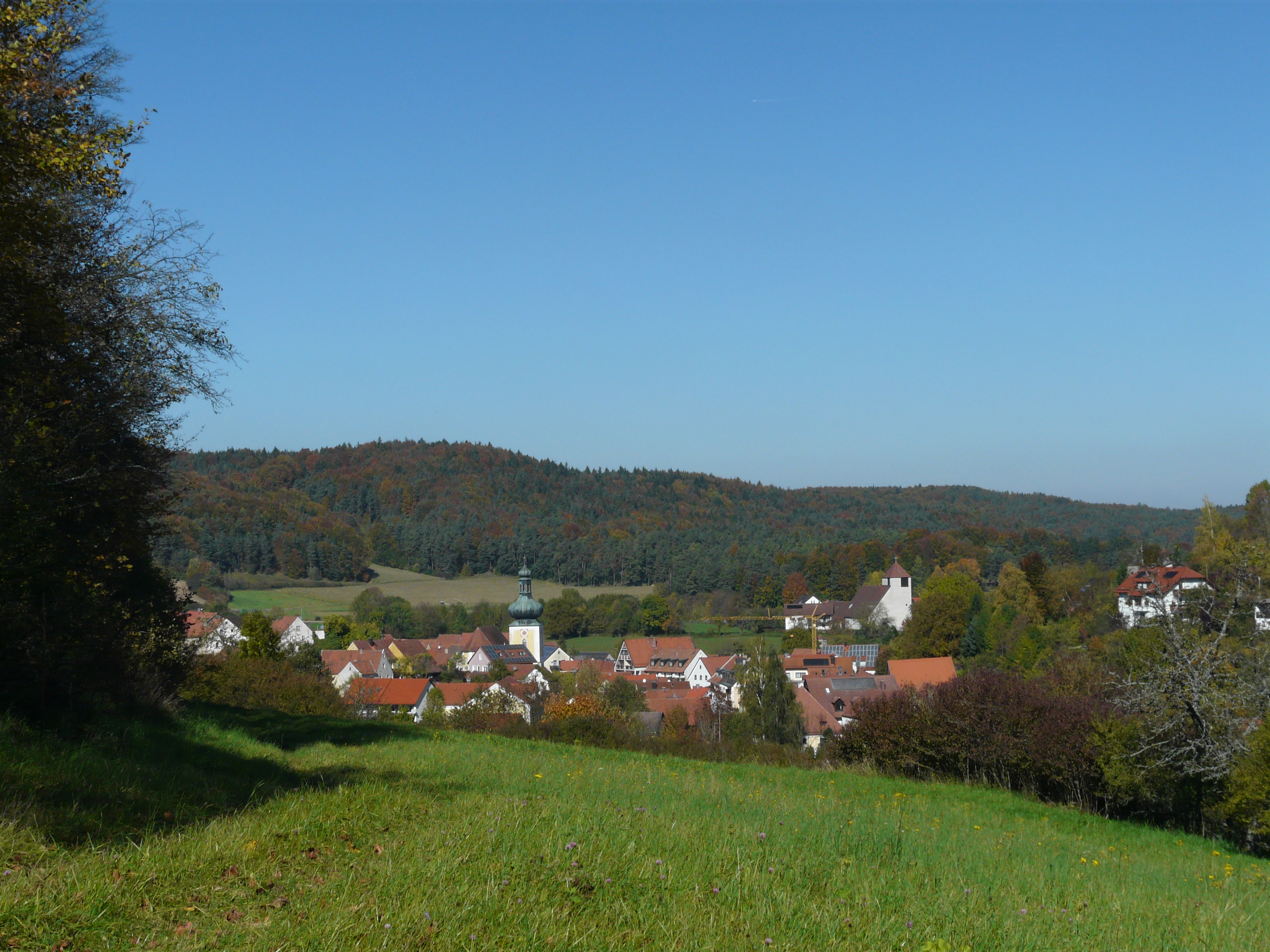
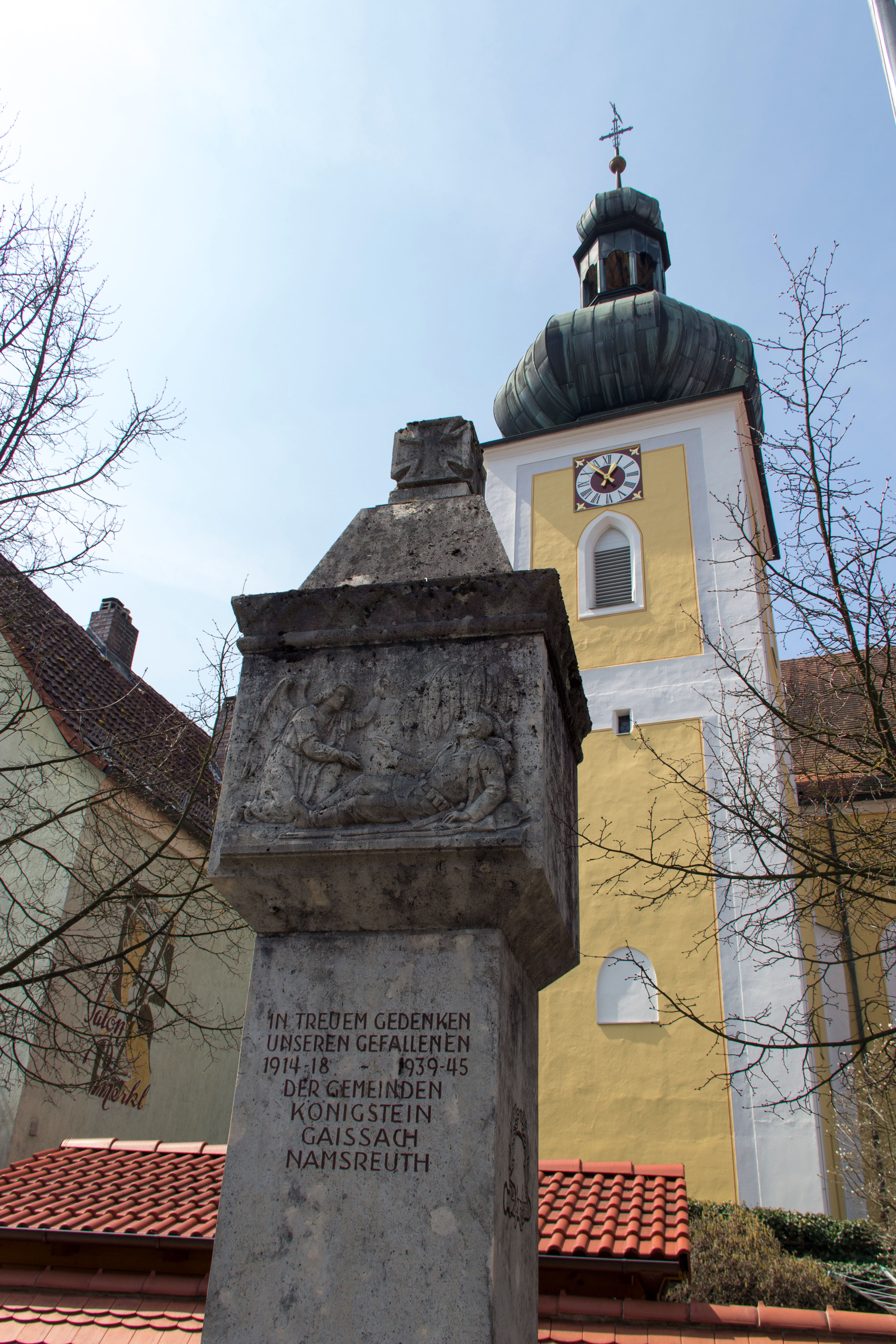
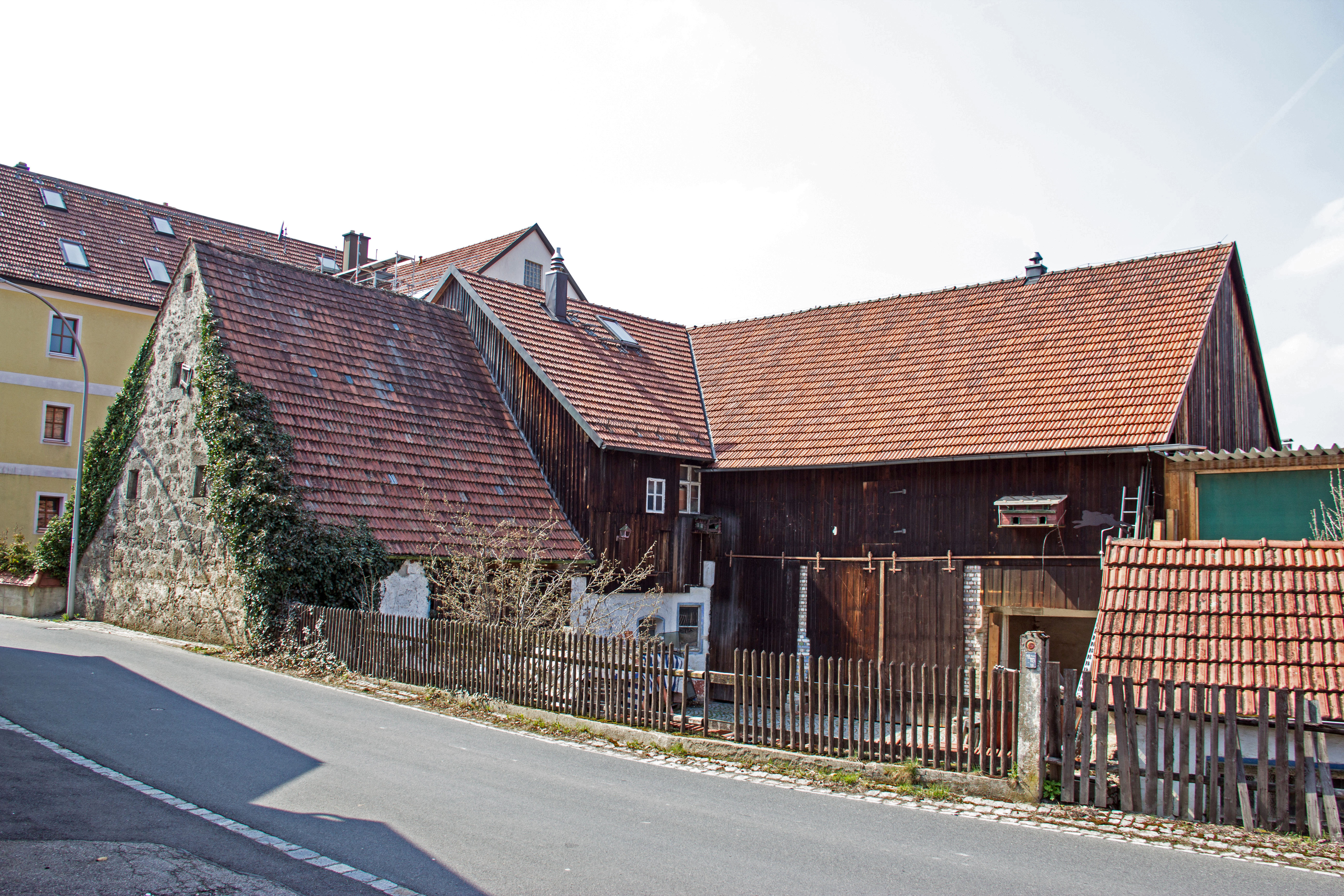

## Географії

### Адміністративний поділ
Громада  складається з 18 районів:
- Бішофсройт
- Брайтенштайн
- Деттенройт
- Фіхтенгоф
- Функенройт
- Гайсах
- Ганнесройт
- Кюрмройт
- Лох
- Лункенройт
- Міттельдорф
- Менлас
- Намсройт
- Пруйгаузен
- Реслас
- Вільденгоф
- Віндмюле
- Цигельгютте